# Ladislav Vysušil
Ladislav Vysušil (* 31. ledna 1954) je bývalý český hokejista, útočník.

## Hokejová kariéra
V lize hrál za TJ SONP/Poldi SONP Kladno (1973–1977 a 1979–1981) a během vojenské služby za Duklu Jihlava. V nižší soutěži hrál i za Slavii Praha. S Kladnem získal 4x mistrovský titul a stal se vítězem PMEZ. Za reprezentaci Československa do 20 let hrál na mistrovství světa v roce 1974, kdy tým skončil na 5. místě.

## Klubové statistiky
| Sezona    | Klub              | Soutěž  | Základní část | Základní část | Základní část | Základní část | Základní část |
| Sezona    | Klub              | Soutěž  | Z             | G             | A             | B             | TM            |
| --------- | ----------------- | ------- | ------------- | ------------- | ------------- | ------------- | ------------- |
| 1973/1974 | TJ SONP Kladno    | 1. liga | 32            | 6             | 7             | 13            | 20            |
| 1974/1975 | TJ SONP Kladno    | 1. liga | 31            | 9             | 5             | 14            | 10            |
| 1975/1976 | TJ SONP Kladno    | 1. liga | 29            | 7             | 3             | 10            | 26            |
| 1976/1977 | TJ SONP Kladno    | 1. liga | 39            | 8             | 6             | 14            | 18            |
| 1977/1978 | ASD Dukla Jihlava | 1. liga | 3             | 0             | 1             | 1             | 2             |
| 1979/1980 | Poldi SONP Kladno | 1. liga | 27            | 3             | 2             | 5             | 25            |
| 1980/1981 | Poldi SONP Kladno | 1. liga | 10            | 0             | 1             | 1             | 0             |